# Khankhuuluu
Khankhuuluu (il cui nome significa "principe drago") è un genere estinto di dinosauro teropode tyrannosauroide primitivi vissuto nel Cretaceo superiore (Turoniano–Santoniano), in quello che oggi è il deserto del Gobi in Mongolia. Il genere contiene una singola specie, la specie tipo K. mongoliensis, nota per diverse ossa del cranio e due scheletri parziali, che comprendono alcune ossa della spalla, del bacino e degli arti posteriori, e diverse vertebre dorsali e caudali. I resti furono scoperti nel 1972 e nel 1973 e descritti per la prima volta nel 1977 come appartenenti ad una specie cinese di Alectrosaurus. Successivamente i ricercatori riconobbero l'unicità delle ossa e alla fine furono nominate come appartenenti a una nuova specie nel 2025. Khankhuuluu è un tyrannosauroide di medie dimensioni con un cranio poco profondo e zampe lunghe e snelle. Il suo scheletro mostra una combinazione unica di tratti anatomici osservati sia nei tyrannosauridi a divergenza precedente (basali) sia nei tyrannosauridi a divergenza successiva (derivati).
Khankhuuluu è noto dalla Formazione Bayanshiree, che risale allo stadio Turoniano-Santoniano del Cretaceo superiore. La formazione ha restituito abbondanti fossili di diversi dinosauri, tra cui vari teropodi, ankylosauri, marginocephali, hadrosauridi e sauropodi, oltre a pterosauri, coccodrilli, tartarughe e pesci. Questi fossili si sono depositati in un ambiente ricco di fiumi tortuosi.

## Scoperta e denominazione

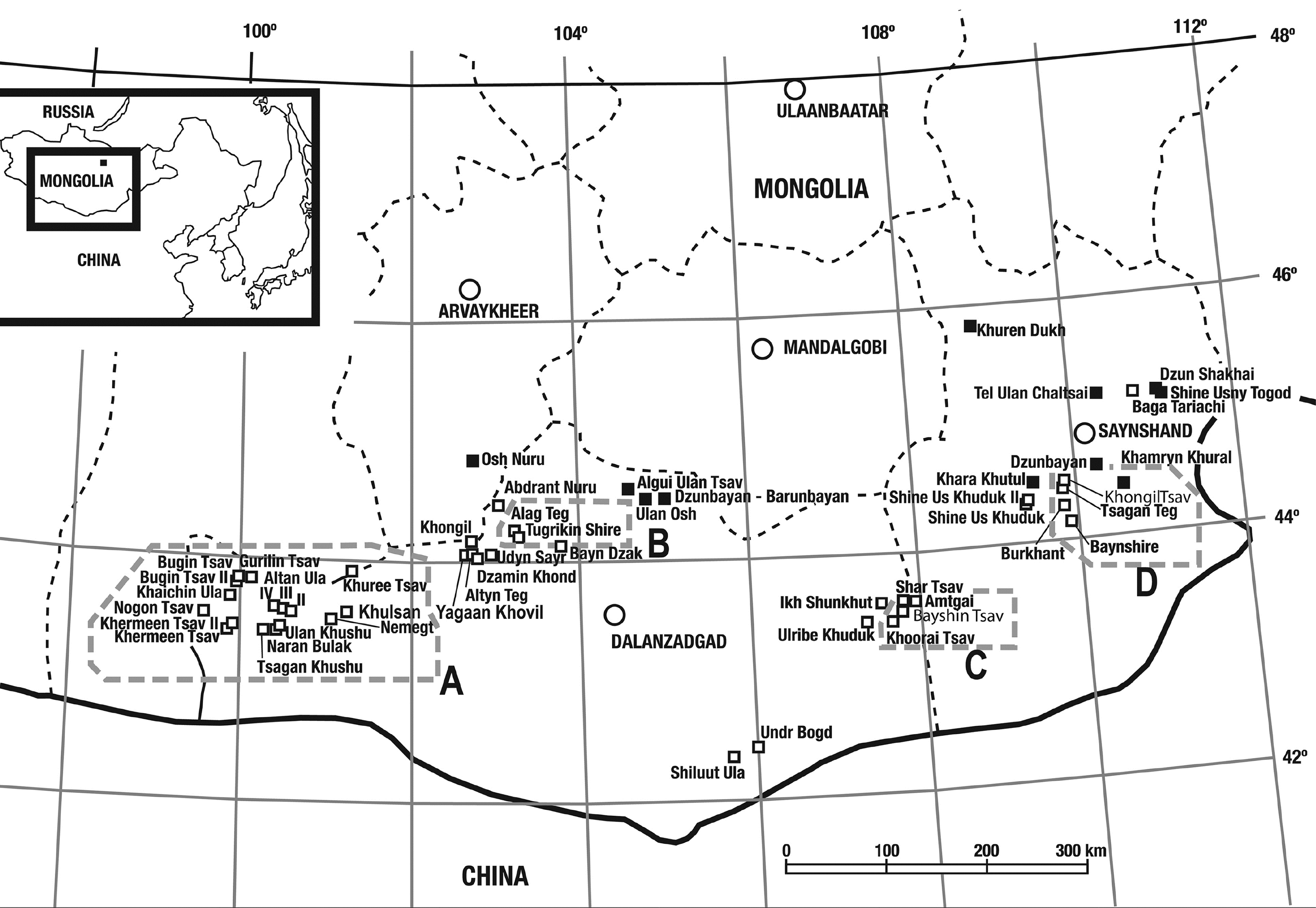
Località fossili del Cretaceo mongolo; Khankhuuluu è conosciuto dalle località "Baishin-Tsav" (C) e "Tsaagan Teg" (D)

Il materiale fossile di Khankhuuluu venne scoperto nel 1972-1973 in affioramenti della Formazione Bayanshiree (località Baishin-Tsav) nella Mongolia sud-orientale. Gli esemplari raccolti sono ora conservati presso l'Accademia delle Scienze mongola. Il primo esemplare (MPC-D 100/50), comprende uno scheletro parziale che include ossa craniche (l'osso nasale, l'osso lacrimale sinistro incompleto, parti di entrambi i quadrati, un vomere e parti di entrambi gli ectopterigoidi e pterigoidi), diverse vertebre (tre dorsali e le ultime 17 vertebre caudali), una furcula, lo scapolocoracoideo sinistro e il III metatarso sinistro. Il secondo esemplare (MPC-D 100/51), comprende anch'esso ossa craniche (postorbitale destro, quadratogiugale e quadrato), una cintura pelvica sinistra parziale (ischio e ilio parziale), parte dell'arto posteriore destro (parte prossimale del metatarso e quattro ossa delle dita del piede) e parte dell'arto posteriore sinistro (tibia incompleta). Questi resti furono descritti per la prima volta dal paleontologo mongolo Altangerel Perle, nel 1977, che li assegnò alla specie cinese Alectrosaurus olseni, nota dalla Formazione Iren Dabasu, sostenendo che queste ossa fornissero la prova che queste due formazioni fossero contemporanee.
Nel 2012, Tsuihiji e colleghi descrissero un osso frontale sinistro isolato (MPC-D 102/4) dalla Formazione Bayanshiree (regione di Tsaagan Teg). In un articolo separato pubblicato quell'anno, Averianov e Hans-Dieter Sues descrissero diversi resti cranici e postcranici isolati di tyrannosauroidi (in seguito denominati come un nuovo taxon, Timurlengia) dalla Formazione Bissekty dell'Uzbekistan. Citando il ricercatore di tyrannosauri Thomas Carr, notarono che il materiale di "Alectrosaurus" del Bayanshiree non poteva essere riferito con certezza a questo genere.
Nel 2025, Jared T. Voris e colleghi descrissero Khankhuuluu mongoliensis come un nuovo genere e specie di tyrannosauroide primitivo sulla base di questi resti fossili. Notarono che diverse ossa del cranio (una premascella, una mascella, un osso giugale e un dentario) e un ungueale manuale (artiglio della mano), originariamente descritti da Perle nel 1977, non erano disponibili per lo studio. MPC-D 100/50 fu stabilito come esemplare olotipico. MPC-D 100/51 e MPC-D 102/4 furono anch'essi riferiti alla specie sulla base di somiglianze anatomiche con l'olotipo; MPC-D 100/50 e MPC-D 100/51 conservano entrambi un quadrato che dimostra due autapomorfie (tratti derivati unici). Sebbene nessuno di questi esemplari conservi un frontale, MPC-D 100/50 include un nasale, che si articola con il frontale. La morfologia del contatto tra queste due ossa è coerente in entrambi gli esemplari, indicando che appartengono alla stessa specie.
Il nome del genere Khankhuuluu combina khankhuu, una latinizzazione della parola mongola ханхүү, che significa "principe", e luu, dal mongolo луу, che significa "drago". Il termine "principe" è stato scelto in riferimento alla posizione primitiva di Khankhuuluu rispetto alla stirpe dei tyrannosauri, il che lo rende antecedente alle "lucertole tiranniche" successive, come Tyrannosaurus, Daspletosaurus o Albertosaurus. Il nome della specie, mongoliensis, fa riferimento al paese da cui è stato scoperto il materiale fossile. La traduzione prevista del nome binomiale completo è "Principe Drago della Mongolia".

## Descrizione

Dimensioni dell'esemplare di riferimento più piccolo (MPC-D 100/51) rispetto a un essere umano

Khankhuuluu è un tyrannosauroide di medie dimensioni. Nessuno degli esemplari noti conserva un cranio completo. Tuttavia, le ossa craniche dei due esemplari più completi, MPC-D 100/50 e MPC-D 100/51, suggeriscono una lunghezza totale del cranio compresa tra i 60 e i 70 centimetri. MPC-D 100/51 è leggermente più piccolo dell'olotipo e ha un femore lungo 66,8 centimetri. Entrambi gli esemplari appartengono probabilmente a individui maturi. La maturità sessuale è suggerita dallo sviluppo di ornamentazioni sulle ossa nasali e lacrimali, e la maturità scheletrica è indicata dalla chiusura delle suture neurocentrali delle vertebre dorsali, nonché dalla superficie suturale frontale interdigitata delle vertebre postorbitali. Le stime suggeriscono che Khankhuuluu fosse alto circa 2 metri al bacino e almeno il doppio in lunghezza, per un peso di circa 750 kg. Khankhuuluu è notevole in quanto illumina i modelli evolutivi dei tyrannosauroidi. Mentre alcune delle sue caratteristiche anatomiche ricordano le specie divergenti precedenti, altre caratteristiche assomigliano di più ai membri successivi dei tyrannosauridi.

### Cranio
Di profilo, il cranio di Khankhuuluu è poco profondo, paragonabile per forma a quello dei giovani tyrannosauridi e degli Alioramini. L'ornamentazione testurizzata sul cranio è ridotta rispetto alle specie successive, in cui queste corna probabilmente funzionavano come strutture intimidatorie o per attrarre un partner. Come la maggior parte degli eutyrannosauri ('veri tirannosauri', il clade che include i grandi taxon asiatici e nordamericani come i tyrannosauridi), le ossa nasali della linea mediana fuse sono rugose e presentano molte piccole sporgenze. Il lacrimale ha un processo cornuale rugoso (protuberanza ossea), un'altra caratteristica tipica degli eutyrannosauri. Tuttavia, a differenza dei tyrannosauridi, in cui questo processo corneo ha una componente dorsale, in Khankhuuluu questo processo è strettamente diretto lateralmente. A differenza dei tyrannosauridi adulti, che hanno un prominente processo cornuale sulla superficie laterale del postorbitale, questo osso è liscio in Khankhuuluu, una condizione simile ai giovani tyrannosauridi e al tyrannosauroide più primitivo Xiongguanlong. Come evidenziato dalla morfologia del postorbitale, il margine posteriore dell'orbita è rotondo, privo della flangia suborbitale osservata sia nei giovani tyrannosauridi che in quelli maturi. Mentre l'orbita è rotonda anche nei giovani tyrannosauridi, diventa più angolare attraverso la crescita con l'aumentato sviluppo della flangia suborbitale.
Sebbene le ossa dentarie non potessero essere studiate per la descrizione del Khankhuuluu del 2025, pubblicazioni precedenti fornivano brevi descrizioni del materiale. Nel 2000, Philip J. Currie affermò che i denti premascellari erano privi di dentelli. La premascella presentava quattro denti su ciascun lato. Basandosi sulla descrizione di Perle del 1977, egli notò il numero sorprendentemente elevato di denti nella mascella e nel dentario (osso che porta i denti nella mandibola) rispetto ai tyrannosauri a divergenza tardiva; la mascella presenta 17 denti mentre il dentario ne contiene 18-19. I primi due o tre denti mascellari furono descritti come "incisiformi" (taglienti). In generale, i denti sono più stretti e lamellari rispetto ai denti "specializzati" delle specie a divergenza tardiva. Ci sono due file di forami (piccoli fori) sull'estremità anteriore della mascella, che si fondono in un'unica fila posteriormente. Una mascella destra quasi completa riferita a Timurlengia e ritrovata nella Formazione Bissekty è lunga e poco profonda, e il margine inferiore è leggermente convesso. Simile alla mascella di Khankhuuluu, questo esemplare conserva almeno diciassette alveoli.

### Scheletro

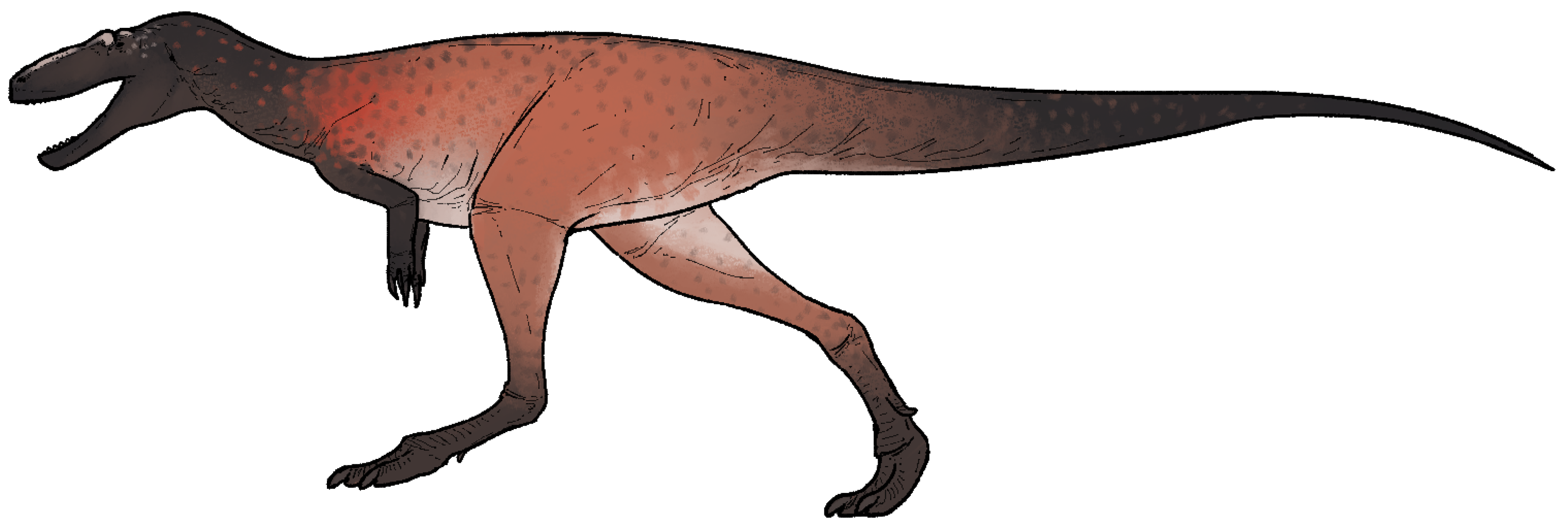
Ricostruzione artistica di K. mongoliensis

Le vertebre dorsali presentano un centro più profondo che lungo e spine neurali alte che superano l'altezza del centro. Sebbene questo sia un carattere tipico degli eutyrannosauri, è diverso dal ben più antico Xiongguanlong, che non presenta il primo carattere, e da Timurlengia, che non presenta entrambi. Il processo postacetabolare dell'ileo si assottiglia verso la parte posteriore se visto di lato, mentre nei tyrannosauridi è lungo e rettangolare. Ciò è più simile ai generi precedentemente divergenti come Juratyrant e Stokesosaurus. L'ischio presenta un tubercolo prominente sulla superficie posteriore e non presenta espansione all'estremità distale. Entrambe queste caratteristiche sono più simili agli eutyrannosauri che ai taxa precedenti.
Tra le ossa descritte da Perle nel 1977 ma non localizzate da Voris e colleghi nel 2025 c'erano un ungueale manuale (artiglio della mano), probabilmente uno del primo dito, e l'estremità prossimale di un omero. L'ungueale è lungo 8 centimetri. Queste ossa, presumibilmente, indicano la presenza di grandi artigli e proporzioni degli arti anteriori maggiori rispetto ai tyrannosauridi successivi, come Albertosaurus e Tyrannosaurus. Come Xiongguanlong e taxa successivi, il piccolo trocantere del femore è alto quanto il grande trocantere. Mentre la tibia è incompleta, era probabilmente notevolmente più lunga del femore. Le ossa delle gambe degli alioramini, dei giovani tyrannosauridi e dei generi basali Moros e Dilong sono proporzionalmente simili in questo senso. Tuttavia, gli eutyrannosauri, esclusi gli alioramini, hanno una tibia che è più corta o comparabile in lunghezza al femore.

## Classificazione
Prima della descrizione formale e della denominazione di Khankhuuluu, alcuni studi hanno commentato le relazioni del materiale fossile di Bayanshiree. Quando incluso in un'analisi filogenetica, il tyrannosauroide di Bissekty Timurlengia è stato recuperato in una posizione simile a quella successivamente trovata per Khankhuuluu nella sua descrizione del 2025, come un tyrannosauroide a divergenza tardiva al di fuori di Tyrannosauridae. Nel 2016, Stephen Brusatte e colleghi hanno postulato che Xiongguanlong, Timurlengia e, potenzialmente, il taxon di Bayanshiree possano formare un clade o grado evolutivo di tyrannosauroidi dal muso lungo strettamente correlati ai tyrannosauridi più grandi. Hanno inoltre ipotizzato che queste specie di medie dimensioni e dal cranio snello possano rappresentare il piano corporeo ancestrale dei tyrannosauridi.
Nelle loro analisi filogenetiche del 2025, Voris e colleghi hanno recuperato Khankhuuluu come un membro dei tyrannosauroidea al di fuori di Eutyrannosauria. I loro risultati hanno posizionato Khankhuuluu come divergente immediatamente dopo l'approssimativamente coevo Alectrosaurus, a cui i resti erano stati originariamente assegnati. Questi risultati sono visualizzati nel cladogramma sottostante:
|  | Juratyrant    |
|  |               |
|  | Stokesosaurus |
|  |               |

|  | Dryptosaurus                                                         |
|  |                                                                      |
|  | \| \| Appalachiosaurus \| \| \| \| \| \| Tyrannosauridae \| \| \| \| |
|  |                                                                      |
|  | Appalachiosaurus                                                     |
|  |                                                                      |
|  | Tyrannosauridae                                                      |
|  |                                                                      |

|  | Appalachiosaurus |
|  |                  |
|  | Tyrannosauridae  |
|  |                  |

|  | Dryptosaurus                                                         |
|  |                                                                      |
|  | \| \| Appalachiosaurus \| \| \| \| \| \| Tyrannosauridae \| \| \| \| |
|  |                                                                      |
|  | Appalachiosaurus                                                     |
|  |                                                                      |
|  | Tyrannosauridae                                                      |
|  |                                                                      |

|  | Appalachiosaurus |
|  |                  |
|  | Tyrannosauridae  |
|  |                  |

|  | Dryptosaurus                                                         |
|  |                                                                      |
|  | \| \| Appalachiosaurus \| \| \| \| \| \| Tyrannosauridae \| \| \| \| |
|  |                                                                      |
|  | Appalachiosaurus                                                     |
|  |                                                                      |
|  | Tyrannosauridae                                                      |
|  |                                                                      |

|  | Appalachiosaurus |
|  |                  |
|  | Tyrannosauridae  |
|  |                  |

|  | Dryptosaurus                                                         |
|  |                                                                      |
|  | \| \| Appalachiosaurus \| \| \| \| \| \| Tyrannosauridae \| \| \| \| |
|  |                                                                      |
|  | Appalachiosaurus                                                     |
|  |                                                                      |
|  | Tyrannosauridae                                                      |
|  |                                                                      |

|  | Appalachiosaurus |
|  |                  |
|  | Tyrannosauridae  |
|  |                  |

|  | Dryptosaurus                                                         |
|  |                                                                      |
|  | \| \| Appalachiosaurus \| \| \| \| \| \| Tyrannosauridae \| \| \| \| |
|  |                                                                      |
|  | Appalachiosaurus                                                     |
|  |                                                                      |
|  | Tyrannosauridae                                                      |
|  |                                                                      |

|  | Appalachiosaurus |
|  |                  |
|  | Tyrannosauridae  |
|  |                  |

|  | Dryptosaurus                                                         |
|  |                                                                      |
|  | \| \| Appalachiosaurus \| \| \| \| \| \| Tyrannosauridae \| \| \| \| |
|  |                                                                      |
|  | Appalachiosaurus                                                     |
|  |                                                                      |
|  | Tyrannosauridae                                                      |
|  |                                                                      |

|  | Appalachiosaurus |
|  |                  |
|  | Tyrannosauridae  |
|  |                  |

|  | Dryptosaurus                                                         |
|  |                                                                      |
|  | \| \| Appalachiosaurus \| \| \| \| \| \| Tyrannosauridae \| \| \| \| |
|  |                                                                      |
|  | Appalachiosaurus                                                     |
|  |                                                                      |
|  | Tyrannosauridae                                                      |
|  |                                                                      |

|  | Appalachiosaurus |
|  |                  |
|  | Tyrannosauridae  |
|  |                  |

|  | Dryptosaurus                                                         |
|  |                                                                      |
|  | \| \| Appalachiosaurus \| \| \| \| \| \| Tyrannosauridae \| \| \| \| |
|  |                                                                      |
|  | Appalachiosaurus                                                     |
|  |                                                                      |
|  | Tyrannosauridae                                                      |
|  |                                                                      |

|  | Appalachiosaurus |
|  |                  |
|  | Tyrannosauridae  |
|  |                  |

|  | Dryptosaurus                                                         |
|  |                                                                      |
|  | \| \| Appalachiosaurus \| \| \| \| \| \| Tyrannosauridae \| \| \| \| |
|  |                                                                      |
|  | Appalachiosaurus                                                     |
|  |                                                                      |
|  | Tyrannosauridae                                                      |
|  |                                                                      |

|  | Appalachiosaurus |
|  |                  |
|  | Tyrannosauridae  |
|  |                  |

|  | Dryptosaurus                                                         |
|  |                                                                      |
|  | \| \| Appalachiosaurus \| \| \| \| \| \| Tyrannosauridae \| \| \| \| |
|  |                                                                      |
|  | Appalachiosaurus                                                     |
|  |                                                                      |
|  | Tyrannosauridae                                                      |
|  |                                                                      |

|  | Appalachiosaurus |
|  |                  |
|  | Tyrannosauridae  |
|  |                  |

|  | Dryptosaurus                                                         |
|  |                                                                      |
|  | \| \| Appalachiosaurus \| \| \| \| \| \| Tyrannosauridae \| \| \| \| |
|  |                                                                      |
|  | Appalachiosaurus                                                     |
|  |                                                                      |
|  | Tyrannosauridae                                                      |
|  |                                                                      |

|  | Appalachiosaurus |
|  |                  |
|  | Tyrannosauridae  |
|  |                  |

|  | Dryptosaurus                                                         |
|  |                                                                      |
|  | \| \| Appalachiosaurus \| \| \| \| \| \| Tyrannosauridae \| \| \| \| |
|  |                                                                      |
|  | Appalachiosaurus                                                     |
|  |                                                                      |
|  | Tyrannosauridae                                                      |
|  |                                                                      |

|  | Appalachiosaurus |
|  |                  |
|  | Tyrannosauridae  |
|  |                  |

|  | Dryptosaurus                                                         |
|  |                                                                      |
|  | \| \| Appalachiosaurus \| \| \| \| \| \| Tyrannosauridae \| \| \| \| |
|  |                                                                      |
|  | Appalachiosaurus                                                     |
|  |                                                                      |
|  | Tyrannosauridae                                                      |
|  |                                                                      |

|  | Appalachiosaurus |
|  |                  |
|  | Tyrannosauridae  |
|  |                  |

|  | Dryptosaurus                                                         |
|  |                                                                      |
|  | \| \| Appalachiosaurus \| \| \| \| \| \| Tyrannosauridae \| \| \| \| |
|  |                                                                      |
|  | Appalachiosaurus                                                     |
|  |                                                                      |
|  | Tyrannosauridae                                                      |
|  |                                                                      |

|  | Appalachiosaurus |
|  |                  |
|  | Tyrannosauridae  |
|  |                  |

|  | Dryptosaurus                                                         |
|  |                                                                      |
|  | \| \| Appalachiosaurus \| \| \| \| \| \| Tyrannosauridae \| \| \| \| |
|  |                                                                      |
|  | Appalachiosaurus                                                     |
|  |                                                                      |
|  | Tyrannosauridae                                                      |
|  |                                                                      |

|  | Appalachiosaurus |
|  |                  |
|  | Tyrannosauridae  |
|  |                  |

|  | Dryptosaurus                                                         |
|  |                                                                      |
|  | \| \| Appalachiosaurus \| \| \| \| \| \| Tyrannosauridae \| \| \| \| |
|  |                                                                      |
|  | Appalachiosaurus                                                     |
|  |                                                                      |
|  | Tyrannosauridae                                                      |
|  |                                                                      |

|  | Appalachiosaurus |
|  |                  |
|  | Tyrannosauridae  |
|  |                  |

|  | Dryptosaurus                                                         |
|  |                                                                      |
|  | \| \| Appalachiosaurus \| \| \| \| \| \| Tyrannosauridae \| \| \| \| |
|  |                                                                      |
|  | Appalachiosaurus                                                     |
|  |                                                                      |
|  | Tyrannosauridae                                                      |
|  |                                                                      |

|  | Appalachiosaurus |
|  |                  |
|  | Tyrannosauridae  |
|  |                  |

|  | Dryptosaurus                                                         |
|  |                                                                      |
|  | \| \| Appalachiosaurus \| \| \| \| \| \| Tyrannosauridae \| \| \| \| |
|  |                                                                      |
|  | Appalachiosaurus                                                     |
|  |                                                                      |
|  | Tyrannosauridae                                                      |
|  |                                                                      |

|  | Appalachiosaurus |
|  |                  |
|  | Tyrannosauridae  |
|  |                  |

|  | Dryptosaurus                                                         |
|  |                                                                      |
|  | \| \| Appalachiosaurus \| \| \| \| \| \| Tyrannosauridae \| \| \| \| |
|  |                                                                      |
|  | Appalachiosaurus                                                     |
|  |                                                                      |
|  | Tyrannosauridae                                                      |
|  |                                                                      |

|  | Appalachiosaurus |
|  |                  |
|  | Tyrannosauridae  |
|  |                  |

|  | Dryptosaurus                                                         |
|  |                                                                      |
|  | \| \| Appalachiosaurus \| \| \| \| \| \| Tyrannosauridae \| \| \| \| |
|  |                                                                      |
|  | Appalachiosaurus                                                     |
|  |                                                                      |
|  | Tyrannosauridae                                                      |
|  |                                                                      |

|  | Appalachiosaurus |
|  |                  |
|  | Tyrannosauridae  |
|  |                  |

|  | Dryptosaurus                                                         |
|  |                                                                      |
|  | \| \| Appalachiosaurus \| \| \| \| \| \| Tyrannosauridae \| \| \| \| |
|  |                                                                      |
|  | Appalachiosaurus                                                     |
|  |                                                                      |
|  | Tyrannosauridae                                                      |
|  |                                                                      |

|  | Appalachiosaurus |
|  |                  |
|  | Tyrannosauridae  |
|  |                  |

|  | Dryptosaurus                                                         |
|  |                                                                      |
|  | \| \| Appalachiosaurus \| \| \| \| \| \| Tyrannosauridae \| \| \| \| |
|  |                                                                      |
|  | Appalachiosaurus                                                     |
|  |                                                                      |
|  | Tyrannosauridae                                                      |
|  |                                                                      |

|  | Appalachiosaurus |
|  |                  |
|  | Tyrannosauridae  |
|  |                  |

|  | Dryptosaurus                                                         |
|  |                                                                      |
|  | \| \| Appalachiosaurus \| \| \| \| \| \| Tyrannosauridae \| \| \| \| |
|  |                                                                      |
|  | Appalachiosaurus                                                     |
|  |                                                                      |
|  | Tyrannosauridae                                                      |
|  |                                                                      |

|  | Appalachiosaurus |
|  |                  |
|  | Tyrannosauridae  |
|  |                  |

|  | Dryptosaurus                                                         |
|  |                                                                      |
|  | \| \| Appalachiosaurus \| \| \| \| \| \| Tyrannosauridae \| \| \| \| |
|  |                                                                      |
|  | Appalachiosaurus                                                     |
|  |                                                                      |
|  | Tyrannosauridae                                                      |
|  |                                                                      |

|  | Appalachiosaurus |
|  |                  |
|  | Tyrannosauridae  |
|  |                  |

|  | Dryptosaurus                                                         |
|  |                                                                      |
|  | \| \| Appalachiosaurus \| \| \| \| \| \| Tyrannosauridae \| \| \| \| |
|  |                                                                      |
|  | Appalachiosaurus                                                     |
|  |                                                                      |
|  | Tyrannosauridae                                                      |
|  |                                                                      |

|  | Appalachiosaurus |
|  |                  |
|  | Tyrannosauridae  |
|  |                  |

|  | Dryptosaurus                                                         |
|  |                                                                      |
|  | \| \| Appalachiosaurus \| \| \| \| \| \| Tyrannosauridae \| \| \| \| |
|  |                                                                      |
|  | Appalachiosaurus                                                     |
|  |                                                                      |
|  | Tyrannosauridae                                                      |
|  |                                                                      |

|  | Appalachiosaurus |
|  |                  |
|  | Tyrannosauridae  |
|  |                  |

|  | Dryptosaurus                                                         |
|  |                                                                      |
|  | \| \| Appalachiosaurus \| \| \| \| \| \| Tyrannosauridae \| \| \| \| |
|  |                                                                      |
|  | Appalachiosaurus                                                     |
|  |                                                                      |
|  | Tyrannosauridae                                                      |
|  |                                                                      |

|  | Appalachiosaurus |
|  |                  |
|  | Tyrannosauridae  |
|  |                  |

|  | Dryptosaurus                                                         |
|  |                                                                      |
|  | \| \| Appalachiosaurus \| \| \| \| \| \| Tyrannosauridae \| \| \| \| |
|  |                                                                      |
|  | Appalachiosaurus                                                     |
|  |                                                                      |
|  | Tyrannosauridae                                                      |
|  |                                                                      |

|  | Appalachiosaurus |
|  |                  |
|  | Tyrannosauridae  |
|  |                  |

|  | Dryptosaurus                                                         |
|  |                                                                      |
|  | \| \| Appalachiosaurus \| \| \| \| \| \| Tyrannosauridae \| \| \| \| |
|  |                                                                      |
|  | Appalachiosaurus                                                     |
|  |                                                                      |
|  | Tyrannosauridae                                                      |
|  |                                                                      |

|  | Appalachiosaurus |
|  |                  |
|  | Tyrannosauridae  |
|  |                  |

|  | Dryptosaurus                                                         |
|  |                                                                      |
|  | \| \| Appalachiosaurus \| \| \| \| \| \| Tyrannosauridae \| \| \| \| |
|  |                                                                      |
|  | Appalachiosaurus                                                     |
|  |                                                                      |
|  | Tyrannosauridae                                                      |
|  |                                                                      |

|  | Appalachiosaurus |
|  |                  |
|  | Tyrannosauridae  |
|  |                  |

|  | Dryptosaurus                                                         |
|  |                                                                      |
|  | \| \| Appalachiosaurus \| \| \| \| \| \| Tyrannosauridae \| \| \| \| |
|  |                                                                      |
|  | Appalachiosaurus                                                     |
|  |                                                                      |
|  | Tyrannosauridae                                                      |
|  |                                                                      |

|  | Appalachiosaurus |
|  |                  |
|  | Tyrannosauridae  |
|  |                  |

|  | Dryptosaurus                                                         |
|  |                                                                      |
|  | \| \| Appalachiosaurus \| \| \| \| \| \| Tyrannosauridae \| \| \| \| |
|  |                                                                      |
|  | Appalachiosaurus                                                     |
|  |                                                                      |
|  | Tyrannosauridae                                                      |
|  |                                                                      |

|  | Appalachiosaurus |
|  |                  |
|  | Tyrannosauridae  |
|  |                  |

|  | Juratyrant    |
|  |               |
|  | Stokesosaurus |
|  |               |

|  | Dryptosaurus                                                         |
|  |                                                                      |
|  | \| \| Appalachiosaurus \| \| \| \| \| \| Tyrannosauridae \| \| \| \| |
|  |                                                                      |
|  | Appalachiosaurus                                                     |
|  |                                                                      |
|  | Tyrannosauridae                                                      |
|  |                                                                      |

|  | Appalachiosaurus |
|  |                  |
|  | Tyrannosauridae  |
|  |                  |

|  | Dryptosaurus                                                         |
|  |                                                                      |
|  | \| \| Appalachiosaurus \| \| \| \| \| \| Tyrannosauridae \| \| \| \| |
|  |                                                                      |
|  | Appalachiosaurus                                                     |
|  |                                                                      |
|  | Tyrannosauridae                                                      |
|  |                                                                      |

|  | Appalachiosaurus |
|  |                  |
|  | Tyrannosauridae  |
|  |                  |

|  | Dryptosaurus                                                         |
|  |                                                                      |
|  | \| \| Appalachiosaurus \| \| \| \| \| \| Tyrannosauridae \| \| \| \| |
|  |                                                                      |
|  | Appalachiosaurus                                                     |
|  |                                                                      |
|  | Tyrannosauridae                                                      |
|  |                                                                      |

|  | Appalachiosaurus |
|  |                  |
|  | Tyrannosauridae  |
|  |                  |

|  | Dryptosaurus                                                         |
|  |                                                                      |
|  | \| \| Appalachiosaurus \| \| \| \| \| \| Tyrannosauridae \| \| \| \| |
|  |                                                                      |
|  | Appalachiosaurus                                                     |
|  |                                                                      |
|  | Tyrannosauridae                                                      |
|  |                                                                      |

|  | Appalachiosaurus |
|  |                  |
|  | Tyrannosauridae  |
|  |                  |

|  | Dryptosaurus                                                         |
|  |                                                                      |
|  | \| \| Appalachiosaurus \| \| \| \| \| \| Tyrannosauridae \| \| \| \| |
|  |                                                                      |
|  | Appalachiosaurus                                                     |
|  |                                                                      |
|  | Tyrannosauridae                                                      |
|  |                                                                      |

|  | Appalachiosaurus |
|  |                  |
|  | Tyrannosauridae  |
|  |                  |

|  | Dryptosaurus                                                         |
|  |                                                                      |
|  | \| \| Appalachiosaurus \| \| \| \| \| \| Tyrannosauridae \| \| \| \| |
|  |                                                                      |
|  | Appalachiosaurus                                                     |
|  |                                                                      |
|  | Tyrannosauridae                                                      |
|  |                                                                      |

|  | Appalachiosaurus |
|  |                  |
|  | Tyrannosauridae  |
|  |                  |

|  | Dryptosaurus                                                         |
|  |                                                                      |
|  | \| \| Appalachiosaurus \| \| \| \| \| \| Tyrannosauridae \| \| \| \| |
|  |                                                                      |
|  | Appalachiosaurus                                                     |
|  |                                                                      |
|  | Tyrannosauridae                                                      |
|  |                                                                      |

|  | Appalachiosaurus |
|  |                  |
|  | Tyrannosauridae  |
|  |                  |

|  | Dryptosaurus                                                         |
|  |                                                                      |
|  | \| \| Appalachiosaurus \| \| \| \| \| \| Tyrannosauridae \| \| \| \| |
|  |                                                                      |
|  | Appalachiosaurus                                                     |
|  |                                                                      |
|  | Tyrannosauridae                                                      |
|  |                                                                      |

|  | Appalachiosaurus |
|  |                  |
|  | Tyrannosauridae  |
|  |                  |

|  | Dryptosaurus                                                         |
|  |                                                                      |
|  | \| \| Appalachiosaurus \| \| \| \| \| \| Tyrannosauridae \| \| \| \| |
|  |                                                                      |
|  | Appalachiosaurus                                                     |
|  |                                                                      |
|  | Tyrannosauridae                                                      |
|  |                                                                      |

|  | Appalachiosaurus |
|  |                  |
|  | Tyrannosauridae  |
|  |                  |

|  | Dryptosaurus                                                         |
|  |                                                                      |
|  | \| \| Appalachiosaurus \| \| \| \| \| \| Tyrannosauridae \| \| \| \| |
|  |                                                                      |
|  | Appalachiosaurus                                                     |
|  |                                                                      |
|  | Tyrannosauridae                                                      |
|  |                                                                      |

|  | Appalachiosaurus |
|  |                  |
|  | Tyrannosauridae  |
|  |                  |

|  | Dryptosaurus                                                         |
|  |                                                                      |
|  | \| \| Appalachiosaurus \| \| \| \| \| \| Tyrannosauridae \| \| \| \| |
|  |                                                                      |
|  | Appalachiosaurus                                                     |
|  |                                                                      |
|  | Tyrannosauridae                                                      |
|  |                                                                      |

|  | Appalachiosaurus |
|  |                  |
|  | Tyrannosauridae  |
|  |                  |

|  | Dryptosaurus                                                         |
|  |                                                                      |
|  | \| \| Appalachiosaurus \| \| \| \| \| \| Tyrannosauridae \| \| \| \| |
|  |                                                                      |
|  | Appalachiosaurus                                                     |
|  |                                                                      |
|  | Tyrannosauridae                                                      |
|  |                                                                      |

|  | Appalachiosaurus |
|  |                  |
|  | Tyrannosauridae  |
|  |                  |

|  | Dryptosaurus                                                         |
|  |                                                                      |
|  | \| \| Appalachiosaurus \| \| \| \| \| \| Tyrannosauridae \| \| \| \| |
|  |                                                                      |
|  | Appalachiosaurus                                                     |
|  |                                                                      |
|  | Tyrannosauridae                                                      |
|  |                                                                      |

|  | Appalachiosaurus |
|  |                  |
|  | Tyrannosauridae  |
|  |                  |

|  | Dryptosaurus                                                         |
|  |                                                                      |
|  | \| \| Appalachiosaurus \| \| \| \| \| \| Tyrannosauridae \| \| \| \| |
|  |                                                                      |
|  | Appalachiosaurus                                                     |
|  |                                                                      |
|  | Tyrannosauridae                                                      |
|  |                                                                      |

|  | Appalachiosaurus |
|  |                  |
|  | Tyrannosauridae  |
|  |                  |

|  | Dryptosaurus                                                         |
|  |                                                                      |
|  | \| \| Appalachiosaurus \| \| \| \| \| \| Tyrannosauridae \| \| \| \| |
|  |                                                                      |
|  | Appalachiosaurus                                                     |
|  |                                                                      |
|  | Tyrannosauridae                                                      |
|  |                                                                      |

|  | Appalachiosaurus |
|  |                  |
|  | Tyrannosauridae  |
|  |                  |

|  | Dryptosaurus                                                         |
|  |                                                                      |
|  | \| \| Appalachiosaurus \| \| \| \| \| \| Tyrannosauridae \| \| \| \| |
|  |                                                                      |
|  | Appalachiosaurus                                                     |
|  |                                                                      |
|  | Tyrannosauridae                                                      |
|  |                                                                      |

|  | Appalachiosaurus |
|  |                  |
|  | Tyrannosauridae  |
|  |                  |

|  | Dryptosaurus                                                         |
|  |                                                                      |
|  | \| \| Appalachiosaurus \| \| \| \| \| \| Tyrannosauridae \| \| \| \| |
|  |                                                                      |
|  | Appalachiosaurus                                                     |
|  |                                                                      |
|  | Tyrannosauridae                                                      |
|  |                                                                      |

|  | Appalachiosaurus |
|  |                  |
|  | Tyrannosauridae  |
|  |                  |

|  | Dryptosaurus                                                         |
|  |                                                                      |
|  | \| \| Appalachiosaurus \| \| \| \| \| \| Tyrannosauridae \| \| \| \| |
|  |                                                                      |
|  | Appalachiosaurus                                                     |
|  |                                                                      |
|  | Tyrannosauridae                                                      |
|  |                                                                      |

|  | Appalachiosaurus |
|  |                  |
|  | Tyrannosauridae  |
|  |                  |

|  | Dryptosaurus                                                         |
|  |                                                                      |
|  | \| \| Appalachiosaurus \| \| \| \| \| \| Tyrannosauridae \| \| \| \| |
|  |                                                                      |
|  | Appalachiosaurus                                                     |
|  |                                                                      |
|  | Tyrannosauridae                                                      |
|  |                                                                      |

|  | Appalachiosaurus |
|  |                  |
|  | Tyrannosauridae  |
|  |                  |

|  | Dryptosaurus                                                         |
|  |                                                                      |
|  | \| \| Appalachiosaurus \| \| \| \| \| \| Tyrannosauridae \| \| \| \| |
|  |                                                                      |
|  | Appalachiosaurus                                                     |
|  |                                                                      |
|  | Tyrannosauridae                                                      |
|  |                                                                      |

|  | Appalachiosaurus |
|  |                  |
|  | Tyrannosauridae  |
|  |                  |

|  | Dryptosaurus                                                         |
|  |                                                                      |
|  | \| \| Appalachiosaurus \| \| \| \| \| \| Tyrannosauridae \| \| \| \| |
|  |                                                                      |
|  | Appalachiosaurus                                                     |
|  |                                                                      |
|  | Tyrannosauridae                                                      |
|  |                                                                      |

|  | Appalachiosaurus |
|  |                  |
|  | Tyrannosauridae  |
|  |                  |

|  | Dryptosaurus                                                         |
|  |                                                                      |
|  | \| \| Appalachiosaurus \| \| \| \| \| \| Tyrannosauridae \| \| \| \| |
|  |                                                                      |
|  | Appalachiosaurus                                                     |
|  |                                                                      |
|  | Tyrannosauridae                                                      |
|  |                                                                      |

|  | Appalachiosaurus |
|  |                  |
|  | Tyrannosauridae  |
|  |                  |

|  | Dryptosaurus                                                         |
|  |                                                                      |
|  | \| \| Appalachiosaurus \| \| \| \| \| \| Tyrannosauridae \| \| \| \| |
|  |                                                                      |
|  | Appalachiosaurus                                                     |
|  |                                                                      |
|  | Tyrannosauridae                                                      |
|  |                                                                      |

|  | Appalachiosaurus |
|  |                  |
|  | Tyrannosauridae  |
|  |                  |

|  | Dryptosaurus                                                         |
|  |                                                                      |
|  | \| \| Appalachiosaurus \| \| \| \| \| \| Tyrannosauridae \| \| \| \| |
|  |                                                                      |
|  | Appalachiosaurus                                                     |
|  |                                                                      |
|  | Tyrannosauridae                                                      |
|  |                                                                      |

|  | Appalachiosaurus |
|  |                  |
|  | Tyrannosauridae  |
|  |                  |

|  | Dryptosaurus                                                         |
|  |                                                                      |
|  | \| \| Appalachiosaurus \| \| \| \| \| \| Tyrannosauridae \| \| \| \| |
|  |                                                                      |
|  | Appalachiosaurus                                                     |
|  |                                                                      |
|  | Tyrannosauridae                                                      |
|  |                                                                      |

|  | Appalachiosaurus |
|  |                  |
|  | Tyrannosauridae  |
|  |                  |

|  | Dryptosaurus                                                         |
|  |                                                                      |
|  | \| \| Appalachiosaurus \| \| \| \| \| \| Tyrannosauridae \| \| \| \| |
|  |                                                                      |
|  | Appalachiosaurus                                                     |
|  |                                                                      |
|  | Tyrannosauridae                                                      |
|  |                                                                      |

|  | Appalachiosaurus |
|  |                  |
|  | Tyrannosauridae  |
|  |                  |

|  | Dryptosaurus                                                         |
|  |                                                                      |
|  | \| \| Appalachiosaurus \| \| \| \| \| \| Tyrannosauridae \| \| \| \| |
|  |                                                                      |
|  | Appalachiosaurus                                                     |
|  |                                                                      |
|  | Tyrannosauridae                                                      |
|  |                                                                      |

|  | Appalachiosaurus |
|  |                  |
|  | Tyrannosauridae  |
|  |                  |

|  | Dryptosaurus                                                         |
|  |                                                                      |
|  | \| \| Appalachiosaurus \| \| \| \| \| \| Tyrannosauridae \| \| \| \| |
|  |                                                                      |
|  | Appalachiosaurus                                                     |
|  |                                                                      |
|  | Tyrannosauridae                                                      |
|  |                                                                      |

|  | Appalachiosaurus |
|  |                  |
|  | Tyrannosauridae  |
|  |                  |

|  | Dryptosaurus                                                         |
|  |                                                                      |
|  | \| \| Appalachiosaurus \| \| \| \| \| \| Tyrannosauridae \| \| \| \| |
|  |                                                                      |
|  | Appalachiosaurus                                                     |
|  |                                                                      |
|  | Tyrannosauridae                                                      |
|  |                                                                      |

|  | Appalachiosaurus |
|  |                  |
|  | Tyrannosauridae  |
|  |                  |

|  | Dryptosaurus                                                         |
|  |                                                                      |
|  | \| \| Appalachiosaurus \| \| \| \| \| \| Tyrannosauridae \| \| \| \| |
|  |                                                                      |
|  | Appalachiosaurus                                                     |
|  |                                                                      |
|  | Tyrannosauridae                                                      |
|  |                                                                      |

|  | Appalachiosaurus |
|  |                  |
|  | Tyrannosauridae  |
|  |                  |

|  | Dryptosaurus                                                         |
|  |                                                                      |
|  | \| \| Appalachiosaurus \| \| \| \| \| \| Tyrannosauridae \| \| \| \| |
|  |                                                                      |
|  | Appalachiosaurus                                                     |
|  |                                                                      |
|  | Tyrannosauridae                                                      |
|  |                                                                      |

|  | Appalachiosaurus |
|  |                  |
|  | Tyrannosauridae  |
|  |                  |

|  | Dryptosaurus                                                         |
|  |                                                                      |
|  | \| \| Appalachiosaurus \| \| \| \| \| \| Tyrannosauridae \| \| \| \| |
|  |                                                                      |
|  | Appalachiosaurus                                                     |
|  |                                                                      |
|  | Tyrannosauridae                                                      |
|  |                                                                      |

|  | Appalachiosaurus |
|  |                  |
|  | Tyrannosauridae  |
|  |                  |

## Paleoecologia

Dimensioni di alcuni dinosauri noti dalla Formazione Bayanshiree. Khankhuuluu mostrato come "Alectrosaurus olseni?" in rosso, a sinistra)

Khankhuuluu è noto dalle località 'Baishin-Tsav' e 'Tsaagan Teg' della Formazione Bayanshiree. Vari metodi sono stati utilizzati per classificare l'età di questa formazione. Le tecniche magnetostratigrafiche sembrano confermare che si trova all'interno del Cretaceo Lungo Normale, che durò solo fino alla fine dello stadio Santoniano. Le misurazioni di calcite U–Pb stimano l'età della Formazione Bayanshiree da 95,9 a 89,6 milioni di anni fa, risalente al Cenomaniano fino alle prime età del Coniaciano. Potrebbero esserci due livelli distinti della formazione in base alle differenze faunistiche: una parte inferiore che dura dal Cenomaniano alle prime età del Turoniano e una parte superiore che dura dalle ultime età del Turoniano al Santoniano.
La sedimentazione fluviale, lacustre e caliche indica che l'ambiente del Bayanshiree avrebbe avuto un clima semi-arido, con ecosistemi caratterizzati da grandi laghi. La stratificazione incrociata su larga scala in molti degli strati di arenaria nelle località di Baynshire e Burkhant potrebbe indicare la presenza di grandi fiumi tortuosi, che potrebbero aver drenato la parte orientale del deserto del Gobi.
Nella formazione è nota una vasta diversità faunistica, che comprende fossili di dinosauri e vari altri animali. Tra i teropodi nominati, oltre a Khankhuuluu, figurano diversi therizinosauri come Duonychus, Erlikosaurus, Enigmosaurus e Segnosaurus, il grande dromaeosauride Achillobator e l'ornitomimosauro Garudimimus. I dinosauri erbivori sono rappresentati dagli ankylosauri Talarurus e Tsagantegia, dai piccoli marginocephali Amtocephale e Graciliceratops, dall'hadrosauride Gobihadros e dal sauropode Erketu. Il resto della fauna comprende anche piccoli mammiferi, pterosauri azhdarchidi, rettili semiacquatici come i coccodrilli e le tartarughe nanhsiungchelyidi e vari pesci. Numerosi frutti fossilizzati sono stati recuperati dalle località di Bor Guvé e Khara Khutul.